# Vertrag von Fontainebleau (1631)
Der Vertrag von Fontainebleau vom 30. Mai 1631 war ein geheimer Bündnisvertrag zwischen dem bayrischen Kurfürsten Maximilian I. und Frankreich während des Dreißigjährigen Kriegs. 

## Inhalt
Mit dem Vertrag schien sich eine stärkere Annäherung Bayerns an Frankreich anzubahnen. Der Vertrag wurde auf acht Jahre abgeschlossen und sah im Falle eines Angriffs auf Bayern militärische Hilfe Frankreichs vor. Seitens Frankreichs war diese Vereinbarung natürlich für den Fall eines kaiserlich-habsburgischen Angriffs gedacht gewesen. Ferner bestätigte Frankreich in diesem Vertrag die Übertragung der Kurwürde und der Oberpfalz auf Bayern. Maximilian verpflichtete sich seinerseits den Feinden Frankreichs keine Unterstützung zu gewähren.

## Folgen
Als im gleichen Jahr die ebenfalls mit Frankreich verbündeten Schweden unter ihrem König Gustav Adolf in Bayern einfielen, wurde der Vertrag faktisch wertlos, da Frankreich Bayern nicht zur Hilfe kam. Frankreich argumentierte, dass sich Bayern selbst den Schweden entgegen geworfen habe und somit der Bündnisfall nicht eingetreten sei. Da Frankreich jedoch auch mit Schweden verbündet war, wäre die Unterstützung beider Seiten des Konfliktes widersinnig gewesen. Der französische Kardinal Richelieu hatte sich verrechnet, als er glaubte, dass der schwedische König Gustav Adolf die rein äußerliche Neutralität Bayerns achten werde.
Da dieses Abkommen nutzlos geworden war, versuchte Maximilian sich in die Neutralität zu retten, was aber misslang, da Schweden jegliche für Bayern annehmbaren Bedingungen für den Ausstieg aus dem Krieg ablehnte. Aus diesem Grunde schloss sich Bayern wieder der kaiserlichen Partei im Reich an.